# Sam S. Walker
Pour les articles homonymes, voir Walker.
Samuel Sims Walker, né le 31 juillet 1925 à West Point et mort le 8 août 2015 à Charlotte, est un général de l'armée américaine.
Il est notamment commandant général des Allied Land Forces Southern Europe (en) de 1977 à 1978.
Il est le fils du général américain Walton Walker.